# Chase Carey
Chase Carey (22 de novembro de 1953) é um executivo irlandês-estadunidense que é atualmente presidente não executivo do Formula One Group. Entre 2017 e 2020, ele foi diretor executivo e presidente do grupo. Carey também trabalhou anteriormente na News Corp, DIRECTV, 21st Century Fox e Sky plc.

## Educação
Carey recebeu seu diploma de bacharel da Colgate University e um MBA de Harvard. Enquanto frequentava a Colgate University, ele se juntou à fraternidade "Delta Upsilon" e foi membro do Colgate University Rugby Football Club. Hoje, Carey é curador emérito da Colgate University.

## Carreira

### Início de carreira com a Fox
Carey começou a trabalhar com a  Fox, uma holding da  News Corporation, em 1988.  Ao longo da década seguinte ele trabalhou como COO da Fox, Inc., e da Universidade de Harvard, onde ele era membro da  Harvard Business School Rugby Club.
CEO da Fox Broadcasting. Durante esse tempo ele ajudou a lançar a Fox Sports e a FoxNews. Ele também atuol como co-COO da News Corporation, junto de Peter Chernin.

### DirecTV
Durante o tempo em que Carey estava trabalhando para a News Corp, a empresa adquiriu uma participação de controle de 34% na Hughes Electronics, que na época era proprietária da DirecTV, fornecedora de TV via satélite.  Carey ja tinha trabalhado no Conselho de Administração da DirecTV, e em 2003 foi nomeado CEO.
Na DirecTV, Carey tinha planos de adicionar 1 milhão de novos assinantes por ano, e teria cumprido esse objetivo quando deixou a companhia seis anos mais tarde.  De todo modo, a gestão de Carey na  DirecTV foi considerada bem-sucedida, tornando a empresa novamente rentável.
Em 2006, a News Corporation vendeu sua participação majoritária na DirecTV para a Liberty Media, em troca de ações da News Corp.

### Retorno para a News Corporation
Em junho de 2009, foi anunciado que Carey deixaria DirecTV e retornaria a News Corp. Ele assumiu os cargos de Presidente e COO que tinha sido mantido por Chernin, bem como o cargo de Vice-presidente.
Em agosto de 2011 Rupert Murdoch levou Carey a ser seu sucessor como CEO da News Corporation. Anteriormente se pensava que o filho de Murdoch, James Murdoch, o sucederia. Em 2013, Carey foi anunciado como COO da 21st Century Fox, o sucessor legal da News Corporation e o proprietário da maioria das propriedades de cinema e televisão, a mídia impressa da News Corporation e os ativos Australianos foram extintos como a News Corp. Em 2015, Carey foi novamente admitido como co-Chairman, enquanto James Murdoch tornou-se CEO. Carey renunciou o cargo em Julho de 2016 para se tornar consultor da Fox.

## Referencias
1. ↑  «Uma F1 mais forte e sustentável pode ser o legado de Carey». Grande Prêmio. 25 de setembro de 2020. Consultado em 9 de janeiro de 2021
2. ↑  «Liberty completes F1 acquisition». Formula1.com. 23 de janeiro de 2017. Consultado em 24 de janeiro de 2017
3. ↑  «Uma F1 mais forte e sustentável pode ser o legado de Carey». 3 de janeiro de 2021. Consultado em 9 de janeiro de 2021
4. ↑  http://www.newscorp.com/news/news_420.html
5. 1 2  «Archived copy». Consultado em 11 de agosto de 2006. Arquivado do original em 8 de janeiro de 2007
6. ↑  http://www.reuters.com/article/paidmediaAtoms/idUS75881764620090601
7. 1 2  «Archived copy». Consultado em 16 de agosto de 2009. Arquivado do original em 16 de julho de 2011
8. ↑  http://articles.latimes.com/2009/jun/04/business/fi-ct-carey4
9. ↑  http://www.reuters.com/article/2011/08/10/us-newscorp-idUSTRE77967X20110810
10. ↑  http://www.businessinsider.com.au/fox-news-boss-roger-ailes-demoted-2015-6
11. ↑  http://www.bloomberg.com/research/stocks/people/person.asp?personId=393707&privcapId=91031